# La anatomía de la melancolía
La anatomía de la melancolía (en inglés: The Anatomy of Melancholy; título completo: The Anatomy of Melancholy, What it is: With all the Kinds, Causes, Symptomes, Prognostickes, and Several Cures of it. In Three Maine Partitions with their several Sections, Members, and Subsections. Philosophically, Medicinally, Historically, Opened and Cut Up) es un libro escrito por Robert Burton publicado en 1621.

## Resumen
El libro aparenta ser un libro sobre medicina en el cual Burton vuelca sus extensos y variados conocimientos de forma escolástica al tema de la melancolía (que comprende lo que actualmente se denomina depresión clínica).
Aunque está presentado como un libro de medicina, La anatomía de la melancolía en realidad tiene más de obra literaria sui generis que de texto científico o filosófico, en ella Burton desarrolló temas que exceden lo que menciona en su título. De hecho, la Anatomía utiliza la melancolía a modo de lente mediante la cual se pueden escrutar todas las emociones y pensamientos humanos, y prácticamente todo el contenido de la bibliografía del siglo XVII es utilizado para apoyar este objetivo.
En su prefacio satírico, el personaje de Burton, Democritus Junior, explica: «Yo escribo sobre la melancolía para permanecer ocupado y así evitar la melancolía». La Anatomía es un documento muy amplio, que contiene digresiones y comentarios. Sea cual sea su valor como texto médico o documento histórico, es la gran amplitud de la Anatomía — que discute temas como la digestión, duendes, la geografía de América, y otros — y la característica particular de la voz de su autor los que son citados más a menudo por sus admiradores como las principales razones de su atractivo. De tono tanto satírico como serio, la Anatomía se «potencia con el humor que derrocha Burton», y el estilo digresivo e integrador de Burton, a menudo próximo a un monólogo interior, informa de manera consistente y anima el texto.

## Publicación
Como obsesivo reescritor de su obra, Burton publicó durante su vida cinco ediciones revisadas y ampliadas de La anatomía de la melancolía. Las ediciones de la Anatomía han estado a menudo agotadas, sobre todo entre 1676 y 1800. Debido a que ningún manuscrito original de la Anatomía ha sobrevivido, reimpresiones posteriores han recuperado más o menos fielmente las ediciones publicadas durante la vida de Burton. Las primeras ediciones de la Anatomía están ahora en el dominio público, con varias disponibles en su totalidad en varios recursos en línea, como el Proyecto Gutenberg. En los últimos años, el creciente interés en el libro junto con su condición de obra de dominio público, ha dado lugar a una serie de nuevas ediciones impresas, más recientemente una reimpresión de 2001 de la edición de 1932 por The New York Review of Books en su colección NYRB Classics (ISBN 0-940322-66-8).

## Recepción por la crítica
Los admiradores de La anatomía de la melancolía van desde Samuel Johnson, Laurence Sterne, Charles Lamb y John Keats (quien mencionó que era su libro preferido), a Stanley Fish, Philip Pullman, Jorge Luis Borges (que utilizó una cita como epígrafe de su relato «La biblioteca de Babel»), Nick Cave, Samuel Beckett, y Jacques Barzun (quien encuentra en ella una anticipación a la psiquiatría del siglo XX). Aún actualmente muchos críticos modernos consideran a la Anatomía un clásico literario excéntrico y que trasciende su época.